# Швец, Любовь Никитична
Любо́вь Ники́тична Швец (р. 17 апреля 1943 года) — депутат Государственной думы Российской Федерации II, III и IV созывов.

## Биография
Родилась на оккупированной немецкими войсками территории в селе Григоровка в украинской семье. Окончила среднюю школу с золотой медалью.
В 1961 году поступила на финансовый факультет Львовского торгово-экономического института. После окончания института в 1966 году непродолжительное время работала преподавателем бухгалтерского учёта Брянского кооперативного техникума. В том же году переехала в Новосибирск. Работала преподавателем бухгалтерского учёта и финансирования Новосибирского кооперативного техникума.
В 1970 году перешла работать в Институт народного хозяйства, с которым связано более 20 лет её преподавательской деятельности. В 1970—1976 годах заведовала лабораторией кафедры статистики и механизации учёта вычислительных работ. В 1976—1978 году обучалась в аспирантуре при ЛФЭИ, защитила кандидатскую диссертацию и вернулась работать в Новосибирский институт народного хозяйства. Вскоре получила звание доцента, а с 1986 по 1993 год заведовала кафедрой финансов. В 1990 году окончила Институт повышения квалификации при Всесоюзной академии внешней торговли. В 1993—1994 — старший экономист новосибирского АОЗТ «АНРИ». В 1994—1995 — консультант, заведующая отделом экономической и социальной политики Новосибирского областного Совета депутатов.
С 1995 года член Новосибирского обкома КПРФ. В 1995 году избрана депутатом Государственной Думы второго созыва по общефедеральному списку КПРФ. В 1999 и 2003 годах избиралась депутатом Государственной Думы третьего и четвёртого созывов по Искитимскому одномандатному избирательному округу. Член Комитета Госдумы по бюджету и налогам, комиссий по защите прав инвесторов и по оборонным расходам. Член президиума ООД «Всероссийский женский союз — Надежда России».